# Speleonectes
Speleonectes zijn een geslacht van kleine kreeftachtigen uit de klasse Remipedia. Het zijn blinde, wormachtige bewoners van diepe grotten die in verbinding staan met de zee.

## Synoniem
- Morlockia - Valdecasas, 1985[2]

## Voorkomen
Speleonectes komen voor in diepe kustgrotten bij de Canarische Eilanden en op de Caraïben. De eerste beschreven soort is Speleonectes lucayensis door Yager in 1981.

## Soorten
Het geslacht kent de volgende soorten:
- Speleonectes atlantida - Koenemann et al., 2009[3]
- Speleonectes benjamini - Yager, 1987[4]
- Speleonectes emersoni - Lorentzen et al., 2007[5]
- Speleonectes epilimnius - Yager & Carpenter, 1999[6]
- Speleonectes gironensis - Yager, 1994[7]
- Speleonectes kakuki - Daenekas et al., 2009[8]
- Speleonectes lucayensis - Yager, 1981[1]
- Speleonectes minnsi - Koenemann, Iliffe & van der Ham, 2003[9]
- Speleonectes ondinae - (Valdecasas, 1985)[2]
- Speleonectes parabenjamini - Koenemann, Iliffe & van der Ham, 2003[9]
- Speleonectes tanumekes - Koenemann, Iliffe & van der Ham, 2003[9]
- Speleonectes tulumensis - Yager, 1987[10]